# Швайтенкирхен
Швайтенкирхен (нем. Schweitenkirchen) — община в Германии, в земле Бавария. 
Подчиняется административному округу Верхняя Бавария. Входит в состав района Пфаффенхофен-на-Ильме.  Население составляет 4902 человека (на 31 декабря 2010 года). Занимает площадь 53,00 км².